# Baie Verte (Terre-Neuve-et-Labrador)
Pour les articles homonymes, voir Baie Verte.
Baie Verte est une ville située    The photo above is Brent’s cove. Just sayin not baie verte sur la péninsule Baie Verte sur la côte nord-est de l'île de Terre-Neuve dans la province de Terre-Neuve-et-Labrador au Canada. La population y était de 1 313 habitants en 2016.
Le gisement d’amiante de Baie Verte a été découvert en 1955 et Advocate Mines, une division du géant Johns-Manville Company, a commencé à exploiter cette mine à ciel ouvert en 1963. Dans les années 1970, la ville était frappée par une grève des mineurs d’amiante a duré 15 semaines. La mine Advocate a été fermée en 1981.
Le projet de Point Rousse est situé dans le district minier de Baie Verte, sur la péninsule de Point Rousse / Ming’s Bight. Le projet couvre trois tendances aurifères potentielles: la tendance Scrape, la tendance Goldenville et la tendance Deer Cove. Ces tendances ont une longueur cumulée d’environ 20 km et incluent trois gisements (Pine Cove, Stog’er Tight et Argyle).
Anaconda Mining exploite la mine à ciel ouvert Pine Cove à Baie Verte de manière continue depuis 2010 et a produit plus de 118 028 onces d'or.

## Démographie
| 2001  | 2006  | 2011  | 2016  |
| ----- | ----- | ----- | ----- |
| 1 492 | 1 275 | 1 370 | 1 313 |